# Jules Léclabart
Jules Georges Désiré Léclabart, né le 9 octobre 1899 à Amiens (Somme) et mort le 15 septembre 1968 à Abbeville (Somme), est un instituteur et militaire français. Promu capitaine en 1944, il est connu pour avoir mis un terme le 20 mai 1940 au massacre d'Abbeville.

## Biographie
Né en 1899 à Amiens d'un père sculpteur et d'une mère couturière, Jules Léclabart étudie jusqu'au 16 avril 1918 à l'école normale d'Amiens, date à laquelle il est incorporé au sein de l'armée française comme soldat de deuxième classe. Après dix-huit mois sous les drapeaux, il est nommé aspirant le 1er octobre 1919. Après la guerre, il est promu en 1925 au grade de lieutenant de réserve, et s'installe l'année suivante à Abbeville.
Rappelé à l'activité au sein du 28e régiment régional de Garde le 2 septembre 1939, il croise par hasard dans la nuit du 20 mai 1940 une section de la 5e compagnie de son régiment, dirigée par le lieutenant René Caron et le sergent-chef Émile Molet, chargée par instruction orale du capitaine Marcel Dingeon d'exécuter les 78 prisonniers civils détenus dans le sous-sol du kiosque à musique du parc d'Abbeville : Léclabart, au fait du règlement militaire, demanda à voir l’ordre d’exécution ; comme celui-ci ne put être produit, il fit arrêter le massacre, sauvant la vie des 57 prisonniers survivants,.
Capturé par les Allemands le 23 juin 1940 avec le reste de son régiment, il est démobilisé le 28 février 1941. Durant la Libération, il est promu capitaine le 25 décembre 1944 et inscrit comme Engagé Volontaire pour la Durée de la Guerre (EVDG) le 12 janvier suivant. Ayant achevé sa carrière comme directeur d'école primaire à Abbeville, il meurt le 15 septembre 1968 dans cette même ville.

## Distinctions
- Chevalier de la Légion d'honneur[6]
- Croix de guerre 1914–1918, étoile de vermeil[2]
- Médaille des évadés[7]